# Heiße Colts in harten Fäusten
Heiße Colts in harten Fäusten (Originaltitel: Return of the Gunfighter) ist ein Western aus dem Jahr 1967. Der US-amerikanische Fernsehfilm entstand unter der Regie von James Neilson. In den Hauptrollen sind Robert Taylor, Chad Everett und Ana Martín zu sehen.

## Handlung
Der alternde Revolverheld Ben Wyatt zieht ein letztes Mal los, um einen Doppelmord zu rächen. Unterwegs schließt sich ihm der flüchtende Desperado Lee Sutton an, der sich in Anita, die Tochter der Ermordeten, verliebt.
New Mexico, 1878: Der alternde Revolverheld Ben Wyatt saß fünf Jahre unschuldig im Gefängnis von Yuma. Er ist längst des Herumziehens und seiner eigenen Legende überdrüssig geworden und möchte endlich in Ruhe leben. Da erfährt er, dass sein alter mexikanischer Freund Luis Domingo und dessen Frau von Unbekannten ermordet wurden. Nur ihre Tochter Anita (Ana Martin) konnte dem Anschlag entkommen. Wyatt will mit ihrer Hilfe die Mörder finden, die sich in Lordsburg befinden sollen. Unterwegs versucht der flüchtige Desperado Lee Sutton Bens Pferd zu stehlen, doch er wird von dem scheuenden Tier abgeworfen. Ben verarztet ihn und nimmt ihn mit auf die beschwerliche Reise durch die Wüste. Der Heißsporn Lee erweist sich als Bewunderer von Bens legendären Taten. Bald entwickelt sich zwischen ihnen ein kameradschaftliches Vater-Sohn-Verhältnis.
Lee verliebt sich in die sanftmütige Anita, welche die beiden inzwischen begleitet. Während einer Rast lauern ihnen plötzlich die Brüder Boone auf, die mit Lee noch eine Rechnung zu begleichen haben. Nur widerwillig lässt sich Ben auf eine Schießerei mit den Boones ein, um das Leben seines Freundes zu retten. Als sie in Lordsburg ankommen, zieht Lee auf die Ranch seines großen Bruders Clay und macht bald eine furchtbare Entdeckung: Clay ist in betrügerische Landgeschäfte verwickelt und ließ deswegen Anitas Eltern umbringen. Unterdessen provoziert Clays Cowboy Sundance Kid Ben dermaßen, dass dieser ihn in Notwehr erschießt. Der Sheriff nutzt das als Vorwand, um Ben einzusperren.
Als Clay von dem mutigen Richter Ellis wegen Mordes der Prozess gemacht werden soll, bringt er im Affekt den Sheriff und Ellis um. Lee steht vor einer tragischen Entscheidung. Um Ben und Anita zu schützen, muss er seinen Bruder zum tödlichen Duell herausfordern.

## Produktionsnotizen
Die Bauten stammen von George W. Davis und James W. Sullivan. William Tuttle zeichnete als Maskenbildner verantwortlich und die Produktionsleitung hatte Frank Baur. Drehorte des Films lagen in Tucson, Arizona, USA.

## Kritik
Das vom Filmdienst herausgegebene Lexikon des internationalen Films spricht von einem solide inszenierten, spannenden Western mit einigen moralischen Verwaschenheiten. Der Evangelische Filmbeobachter sieht dagegen keinen großen Wurf trotz renommiertem Hauptdarsteller. Das Western-Lexikon betont wiederum die lakonisch und ohne Larmoyanz gespielte Rolle des Schießhelden durch Robert Taylor.